# 알렉산드르 샤드린
알렉산드르 샤드린(우즈베크어: Aleksandr Shadrin, 러시아어: Алекса́ндр Ша́дрин, 1988년 9월 4일 ~ 2014년 6월 21일)은 우즈베키스탄의 축구 선수로 포지션은 공격수였다.

## 생애
카슈카다리야 주의 무바레크 출신으로 러시아인 부모와 한국인 부모 사이에서 태어난 고려인이다. 2014년 6월 21일 위궤양 수술을 받다가 사망했다.

## 클럽 경력
샤드린은 2010년 FK 마샬 무바레크에서 데뷔를 했으며, 2011년에 FK 나브바호르 나망간과 1년 계약을 맺은 뒤 2012년에 FK 로코모티프 타슈켄트로 이적해 뛰었다.

## 국가대표팀 경력
샤드린은 2011년에 우즈베키스탄 축구 국가대표팀에 처음 뽑혔으며, 2014년까지 4경기에 나와 1골을 넣었다. 샤드린은 일본 축구 국가대표팀과의 2014년 FIFA 월드컵 아시아 지역 예선 경기에서 골을 넣었는데, 일본은 이로 인해 15년 만에 FIFA 월드컵 예선 홈경기에서 패배를 기록했다.

## 통계

### 국가대표팀
| # | 날짜            | 장소   | 홈 팀          | 최종 결과 | 원정팀       | 대회                    | 득점 | 비고    |
| - | --------------- | ------ | -------------- | --------- | ------------ | ----------------------- | ---- | ------- |
| 1 | 2011년 6월 1일  | 키예프 | 우크라이나     | 2 - 0     | 우즈베키스탄 | 친선 경기               | -    | 56′     |
| 2 | 2011년 8월 5일  | 쿤밍   | 중화인민공화국 | 1 - 0     | 우즈베키스탄 | 친선 경기               | -    |         |
| 3 | 2012년 2월 25일 | 전주   | 대한민국       | 4 - 2     | 우즈베키스탄 | 친선 경기               | -    | 75′     |
| 4 | 2012년 2월 29일 | 도요타 | 일본           | 0 - 1     | 우즈베키스탄 | 2014년 FIFA 월드컵 예선 | 1    | 64′ 65′ |